# Johann von Dallwitz
Nikolaus Michael Louis Johann (Hans) von Dallwitz, född 29 september 1855 i Breslau, död 2 augusti 1919 i Karlsruhe, var en tysk ämbetsman och politiker.
Dallwitz blev 1886 lantråd och 1899 regeringsråd vid ober-presidiet i Posen, försattes samma år som "kanalrebell" i disponibilitet, blev 1901 föredragande råd i preussiska inrikesministeriet, 1903 statsminister i Anhalt och 1909 oberpresident i Schlesien. 
Dallwitz var 1893-99 (konservativ) preussisk lantdagsman, juni 1910 till maj 1914 preussisk inrikesminister och maj 1914 till oktober 1918 ståthållare i Elsass-Lothringen. På denna post förde han under första världskriget ett strängt ämbetsmannaregemente, och han avlägsnades, då tyska riksregeringen kort före vapenstilleståndet ämnade göra ett försök att vinna Elsass-Lothringens befolkning för vittgående autonomi inom Tyska riket.